# Омар Діалло
Омар Діалло (фр. Omar Diallo, нар. 28 вересня 1972, Дакар) — сенегальський футболіст, що грав на позиції воротаря.

## Клубна кар'єра
У дорослому футболі дебютував 1992 року виступами за команду «Діараф», в якій провів два сезони, в кожному з яких став володарем кубка країни.
1994 року він відправився в Марокко, щоб стати гравцем столичної «Раджа». Відіграв за клуб з Касабланки наступні п'ять сезонів своєї ігрової кар'єри і за цей час чотири рази поспіль виграв національний чемпіонат, а також виграв Лігу чемпіонів КАФ у 1997 році. Пізніше він відправився в «Олімпік» (Хурібга), де провів ще три сезони.
Після виступу чемпіонаті світу 2002 року Діалло повернувся в «Діараф», з яким став чемпіоном Сенегалу у сезоні 2003/04. Після цього воротар відправився до Туреччини, де підписав контракт з «Сакар'яспором». Діалло зіграв лише 9 матчів у чемпіонаті, а клуб вилетів з Суперліги, в результаті Омар змушений був повернутись в «Діараф», де і завершив кар'єру футболіста у 2006 році.

## Виступи за збірну
1996 року дебютував в офіційних матчах у складі національної збірної Сенегалу. Першим великим турніром для Омара став Кубок африканських націй 2000 року у Гані та Нігерії, де Діалло був основним воротарем, зігравши у всіх чотирьох іграх, а сенегальці вилетіли у чветьфіналі. 
Втім в подальшому Діалло програв конкуренцію у воротах Тоні Сільви і на наступному Кубку африканських націй 2002 року у Малі, де разом з командою здобув «срібло», Омар зіграв лише в одній грі групового етапу з Марокко (0:0), яка вже не мала турнірного значення, а на наступному чемпіонаті світу 2002 року в Японії і Південній Кореї та Кубку африканських націй 2004 року у Туніс Діалло на поле взагалі не виходив.
Всього протягом кар'єри у національній команді провів у формі головної команди країни 32 матчі.

## Досягнення
- Чемпіон Сенегалу: 2003/04
- Володар Кубка Сенегалу: 1993, 1994
- Чемпіон Марокко:
- Володар Кубка Марокко: 1995/96'
- Переможець Ліги чемпіонів КАФ: 1997
- Срібний призер Кубка африканських націй: 2002